# Charles Coleman (attore)
Charles Coleman, nato Charles Pearce Coleman (Sydney, 22 dicembre 1885 – Woodland Hills, 8 marzo 1951), è stato un attore australiano naturalizzato statunitense.
Nella sua carriera cinematografica, iniziata ai tempi del muto, prese parte, tra il 1915 e il 1951, a oltre duecento film, lavorando negli anni cinquanta anche per la televisione. Fu, insieme a Wilson Benge e Robert Greig, una delle presenze fisse del cinema hollywoodiano: come attore caratterista ricoprì spesso il ruolo del maggiordomo o parti di contorno, apparendo però talvolta anche come comprimario.

## Filmografia parziale
- When We Were Twenty-One, regia di Hugh Ford e Edwin S. Porter (1915)
- The Mummy and the Humming Bird, regia di James Durkin (1915)
- Il ballerino sconosciuto (The Love Cheat), regia di George Archainbaud (1919)
- The Place of the Honeymoons, regia di Kenean Buel (1920)
- Second Hand Love, regia di William A. Wellman (1923)
- Big Dan, regia di William A. Wellman (1923)
- The Vagabond Trail, regia di William A. Wellman (1924)
- That French Lady, regia di Edmund Mortimer (1924)
- Miss Charleston (Sandy), regia di Harry Beaumont (1926)
- That's My Daddy, regia di Fred C. Newmeyer e Reginald Denny (1927)
- Good Morning, Judge, regia di William A. Seiter (1928)
- What a Man, regia di George Crone (1930)
- L'onesta segretaria (Lawful Larceny), regia di Lowell Sherman (1930)
- Once a Gentleman, regia di James Cruze (1930)
- Young as You Feel, regia di Frank Borzage (1931)
- No, No, Lady, regia di Edward F. Cline - cortometraggio (1931)
- Beyond Victory, regia di John S. Robertson e Edward H. Griffith (1931)
- Una famiglia 900 (A Successful Calamity), regia di John G. Adolfi (1932)
- Rinunzie (Gallant Lady), regia di Gregory La Cava (1933)
- Mariti in pericolo (The Goose and the Gander), regia di Alfred E. Green (1935)
- L'angelo bianco (The White Angel), regia di William Dieterle (1936)
- Mummy's Boys, regia di Fred Guiol (1936)
- Gateway, regia di Alfred L. Werker (1938)